# Balduin
Balduin ist ein männlicher Vorname.

## Herkunft und Bedeutung
Althochdeutsch balde „kühn“ und wini „Freund“.

## Varianten
- Balduino (italienisch)
- Baldvin (isländisch)
- Baldwin (englisch)
- Baudouin (französisch)
- Bauwen (niederländisch)
- Boudewijn (niederländisch)
- Baldin (rätoromanisch)

## Namensträger

### Herrscher
siehe Liste der Herrscher namens Balduin

### Vorname
- Balduin Baas (1922–2006), deutscher Schauspieler
- Balduin Forster (1920–1999), deutscher Rechtsmediziner
- Balduin Möllhausen (1825–1905), deutscher Schriftsteller
- Balduin Sulzer (1932–2019), österreichischer Ordenspriester und Komponist
- Balduin (Geistlicher) (auch Baldwin Kötzl; † 1324), Abt im Kloster Sankt Emmeram
- Balduin (Liesborn) († 1161), Abt des Klosters Liesborn
- Balduinus Iuvenis (bl. um 1275), Verfasser des Reynardus vulpes
- Balduin von Antiochia (vor 1149 – 1176), Prinz von Antiochia
- Balduin von Avesnes (franz. Baudouin d’Avesnes; 1219–1295), französischer Adliger und Chronist
- Balduin von Brandenburg († 1216), Bischof von Brandenburg
- Balduin von Exeter (um 1125 – 1190), Bischof von Worcester und Erzbischof von Canterbury
- Balduin von Steinfurt, Bischof von Paderborn

Boudewijn:
- Boudewijn Büch (1948–2002), niederländischer Schriftsteller und Publizist
- Boudewijn de Groot (* 1944), niederländischer Liedermacher
- Boudewijn Ridder (* 1955), niederländischer Badmintonspieler
- Boudewijn Sirks (* 1947), niederländischer Rechtswissenschaftler
- Boudewijn Zenden (* 1976), niederländischer Fußballspieler und -trainer

Boldewin:
- Boldewin (vor 1590 – nach 1617), flämischer Teppich- und Schalunmacher

### Fiktive Personen
- Balduin Pfiff, Meisterdetektiv von Wolfgang Ecke, siehe Wolfgang Ecke #Werke
- Balduin Bienlein, Professor und Freund von Tim und Struppi, siehe Tim und Struppi #Professor Bienlein
- Balduin, der Freund von Zwerg Bumsti in der Comic-Serie der Wunderwelt
- Balduin Bählamm, der verhinderte Dichter (1883) ist eine Geschichte von Wilhelm Busch